# Вольмар, Бент
Бент Вольмар (дат. Bent Wolmar, 8 августа 1937, Фредерисия, Вайле — 6 сентября 2024, Taulov, Южная Дания) — датский футболист, игравший на позиции защитника. Выступал за клубы «Фредерисия» и «Орхус». Участник чемпионата Европы 1964 года в составе национальной сборной Дании.

## Клубная карьера
Во взрослом футболе дебютировал в 1956 году за команду «Фредерисия», а в 1962 году перешёл в команду «Орхус», цвета которой и защищал на протяжении следующих пяти лет до завершения карьеры. В сезоне 1965/1966 принял участие в Кубке обладателей кубков, покинув турнир на стадии второго квалификационного раунда.

## Карьера в сборной
В составе сборной был участником чемпионата Европы 1964 года во Франции. 20 июня 1964 года дебютировал в официальных матчах в составе национальной сборной Дании в матче за третье место против Венгрии, который был проигран со счётом 1:3.
Впоследствии принимал участие в чемпионате Северной Европы 1964—1967 и в отборе на чемпионат мира 1966 года, в рамках последнего провёл свой финальный матч за сборную против Греции (2:4). В течение карьеры в национальной команде, которая длилась 1 год, провёл в её форме 6 матчей.
Умер 6 сентября 2024 года в доме престарелых в Таулове после продолжительной болезни в возрасте 87 лет.